# Роуз, Уильям (сценарист)
Уильям Артур Роуз (англ. William Arthur Rose; 1914, Джефферсон-Сити — 1987, Джерси) — американский сценарист британских и голливудских фильмов.

## Биография
Уильям Артур Роуз родился 12 декабря 1914 года в Джефферсон-Сити, США. В 1939 году после начала Второй мировой войны поехал в Канаду и воевал добровольцем в канадском пехотном полку «Чёрная стража», был размещён на базах в Шотландии и Европе. После окончания войны Роуз поселился в Великобритании, где начал работать сценаристом и женился на англичанке Тане Прайс (англ. Tania Price), с которой позже вместе работал над сценариями. Они развелись в 1960-х годах, у пары было двое детей.
Роуз приспособился к британской культуре и написал сценарии нескольких успешных британских комедий, включая фильм «Женевьева» (1953). Он стал рабочим партнёром режиссёра Александра Маккендрика, с которым он работал над фильмами «Мэгги» (1954) и «Замочить старушку» (1955). Он также писал сценарии для голливудских фильмов, был несколько раз номинирован на «Оскар» и получил премию за лучший оригинальный сценарий за фильм «Угадай, кто придёт к обеду?» (1967). Кроме того, Роуз получил премию Гильдии сценаристов США за фильм «Русские идут! Русские идут!» (1966). В 1973 году его жизненные достижения были отмечены премией «Лавр» за достижения в написании сценариев. В 1970-х годах у него были непродолжительные отношения c Кэтрин Хепбёрн.
Роуз умер 10 февраля 1987 года на острове Джерси, Великобритания, в возрасте 72 лет. Он похоронен на кладбище приходской церкви Св. Климента на Джерси. Его бывшая жена Таня умерла в 2015 году в возрасте 95 лет.

## Фильмография
| Год  | Название                                        | Оригинальное название                            | Обязанности               |
| ---- | ----------------------------------------------- | ------------------------------------------------ | ------------------------- |
| 1948 | Эстер Уотерс                                    | Esther Waters                                    | сценарист                 |
| 1949 | Жил-был весёлый бродяга                         | Once a Jolly Swagman                             | сценарист                 |
| 1950 | Моя дочурка                                     | My Daughter Joy                                  | сценарист                 |
| 1951 | Я тебе это припомню                             | I’ll Get You for This                            | сценарист                 |
| 1952 | Песня Парижа                                    | Song of Paris                                    | автор рассказа            |
| 1952 | Дарёный конь                                    | Gift Horse                                       | сценарист                 |
| 1953 | Женевьева                                       | Genevieve                                        | сценарист, автор сюжета   |
| 1954 | Мэгги                                           | The Maggie                                       | сценарист                 |
| 1955 | Хватай и беги                                   | Touch and Go                                     | сценарист, автор рассказа |
| 1955 | Замочить старушку                               | The Ladykillers                                  | сценарист                 |
| 1957 | Человек в небе                                  | The Man in the Sky                               | сценарист, автор сюжета   |
| 1957 | Самое маленькое представление на свете          | The Smallest Show on Earth                       | сценарист, автор рассказа |
| 1958 | Дэйви                                           | Davy                                             | сценарист, автор рассказа |
| 1960 | Запах тайны                                     | Scent of Mystery                                 | сценарист                 |
| 1963 | Этот безумный, безумный, безумный, безумный мир | It’s a Mad, Mad, Mad, Mad World                  | сценарист, автор сюжета   |
| 1966 | Русские идут! Русские идут!                     | The Russians Are Coming, the Russians Are Coming | сценарист                 |
| 1967 | Вздорный человек                                | The Flim-Flam Man                                | сценарист                 |
| 1967 | Угадай, кто придёт к обеду?                     | Guess Who’s Coming to Dinner                     | сценарист                 |
| 1969 | Тайна Санта-Виттории                            | The Secret of Santa Vittoria                     | сценарист                 |

## Награды и номинации
| Год  | Название фильма                                   | Награда                        | Категория                                             | Результат |
| ---- | ------------------------------------------------- | ------------------------------ | ----------------------------------------------------- | --------- |
| 1953 | «Женевьева»                                       | «Оскар»                        | «Лучший оригинальный сценарий»                        | Номинация |
| 1954 | «Мэгги»                                           | BAFTA                          | «Лучший сценарий для британского фильма»              | Номинация |
| 1955 | «Хватай и беги»                                   | BAFTA                          | «Лучший сценарий для британского фильма»              | Номинация |
| 1955 | «Замочить старушку»                               | BAFTA                          | «Лучший сценарий для британского фильма»              | Победа    |
| 1955 | «Замочить старушку»                               | «Оскар»                        | «Лучший оригинальный сценарий»                        | Номинация |
| 1957 | «Человек в небе»                                  | BAFTA                          | «Лучший сценарий для британского фильма»              | Номинация |
| 1957 | «Самое маленькое представление на свете»          | BAFTA                          | «Лучший сценарий для британского фильма»              | Номинация |
| 1963 | «Этот безумный, безумный, безумный, безумный мир» | Премия Эдгара Аллана По        | «Лучший кинофильм»                                    | Номинация |
| 1966 | «Русские идут! Русские идут!»                     | «Оскар»                        | «Лучший адаптированный сценарий»                      | Номинация |
| 1966 | «Русские идут! Русские идут!»                     | Премия Гильдии сценаристов США | «Лучший сценарий американского комедийного фильма»    | Победа    |
| 1966 | «Русские идут! Русские идут!»                     | «Золотой глобус»               | «Лучший сценарий»                                     | Номинация |
| 1967 | «Вздорный человек»                                | Премия Гильдии сценаристов США | «Лучший сценарий американского комедийного фильма»    | Номинация |
| 1967 | «Угадай, кто придёт к обеду?»                     | «Оскар»                        | «Лучший оригинальный сценарий»                        | Победа    |
| 1967 | «Угадай, кто придёт к обеду?»                     | «Золотой глобус»               | «Лучший сценарий»                                     | Номинация |
| 1967 | «Угадай, кто придёт к обеду?»                     | Премия Гильдии сценаристов США | «Лучший сценарий американского драматического фильма» | Номинация |
| 1967 | «Угадай, кто придёт к обеду?»                     | Премия Гильдии сценаристов США | «Лучший оригинальный сценарий американского фильма»   | Номинация |
| 1973 | —                                                 | Премия «Лавр»                  | «Достижения в написании сценариев»                    | Победа    |